# Net Speakerphone
Net Speakerphone - комп'ютерна програма для спілкування в локальній мережі (Чат). Може працювати як через сервер, так і без нього, автоматично визначаючи всіх співрозмовників, хто включений в локальній мережі.

## Основні можливості Net Speakerphone standart
1. обмін повідомлень, файлами і голосове спілкування.
2. передача вмісту буфера обміну.
3. анімовані смайли.
4. низькі вимоги до ресурсів компьютера і мережі.

## Net Speakerphone Professional
Відмінності від стандартної версії
1. Можливість передачі папок зі збереженням їх структури.
2. передача файлів одночасно декільком клієнтам;
3. при передачі файлів можливе відновлення (докачка) з перерваного місця.
4. голосовий автовідповідач.
5. автоматичне шифрування пакетів текстових повідомлень (anti-snif).
6. шифрування локальних файлів історії повідомлень;
7. функції VBR і VAD для кодека SPEEX (голосова активація, автоматичний бітрейт).
8. призначення звукових клавіш для груп клієнтів.
9. запис звукової історії в WAV файли з можливістю прослуховування вбудованим програвачем в хронологічному порядку.

## Системні вимоги
Для роботи програми необхідний комп'ютер під керуванням однієї з наступних операційних систем:
Microsoft Windows 2000, Microsoft Windows XP, Microsoft Windows 2003, Windows Vista, Windows 7.
Вимоги до обсягу оперативної пам'яті, процесора і інших компонентів залежать від того, як буде використовуватись програма.
Найбільш ресурсномісткою операцією є компресія звука кодеком SPEEX, а також запис звукової історії
У випадку використання звукової карти без апаратного прискорення відтворення Direct Sound, навантаження на процесор також зростає пропорційно числу одночасно відтворюваних звукових потоків.
Для роботи через Інтернет необхідна наявність прямого доступу, тобто відсутність NAT і Proxy серверів.